# Briesen
Briesen es un municipio situado en el distrito de Oder-Spree, en el estado federado de Brandeburgo (Alemania), a una altura de 40 metros. Su población a finales de 2016 era de 2800 habs. y su densidad poblacional, 25 hab/km².